# 伏尔加河上的清风
《伏尔加河上的清风》（俄語：«Свежий ветер. Волга»，羅馬化：Svežij veter. Volga，英语作或）是俄罗斯画家伊萨克·列维坦于1891年至1895年间创作的油画，描绘了俄罗斯中部河流伏尔加河的风光。自1910年来，画作藏于莫斯科的特列季亚科夫画廊。
列维坦绘制此画用时四年，从1891年开始，至1895年为止。一年后，画作在巡回展览画派第24次展览会中展出，地点在圣彼得堡，同年由俄罗斯艺术品收藏家米哈伊尔·莫罗佐夫买下。1910年，画作按照莫罗佐夫的遗愿转往特列季亚科夫画廊收藏。
本画作是列维坦1895年至1897年间所创作一系列画作的一部分，这些画作都描绘大自然，情感欢悦。按照艺术史学家阿列克谢·费奥多罗夫-达维多夫的说法，画作传达了「喜洋洋的生活景象」，在其中「一切都充满着生意」。艺术家米哈伊尔·涅斯捷罗夫提到这幅画时则认为「也许除了伊利亚·列宾的《伏尔加河上的纤夫》，没有哪幅画这样生动而精准地描绘出了伏尔加河」。

## 历史
1887年至1891年间，伊萨克·列维坦先后有四年曾往伏尔加河游历。最初画家对大河的印象是失望的，1887年他向友人安东·契诃夫写信道：「我本来盼着伏尔加河能作个源泉，给我强烈的优美印象，然而不是这样，这条河感觉真的阴郁无聊、死气沉沉，弄得我心痛，我就想『我怎么不回去呢？』」然而，大河在列维坦心中终于渐渐改观。从他对伏尔加河的印象，画家创作了《伏尔加河上的黄昏》（«Вечер на Волге»，1888年）《黄昏下金色的普廖斯》（«Вечер. Золотой Плёс»，1889年）《雨后的普廖斯》（«После дождя. Плёс»，1889年）等作品。1895年至1897年间，画家创作了一系列描绘大自然的画作，情感欢悦，《伏尔加河上的清风》也是其中之一，这一系列的画作还有《三月》（«Март»，1895年）《金色的秋天》（«Золотая осень»，1895年）《春潮》（«Весна. Большая вода»，1897年）等等。

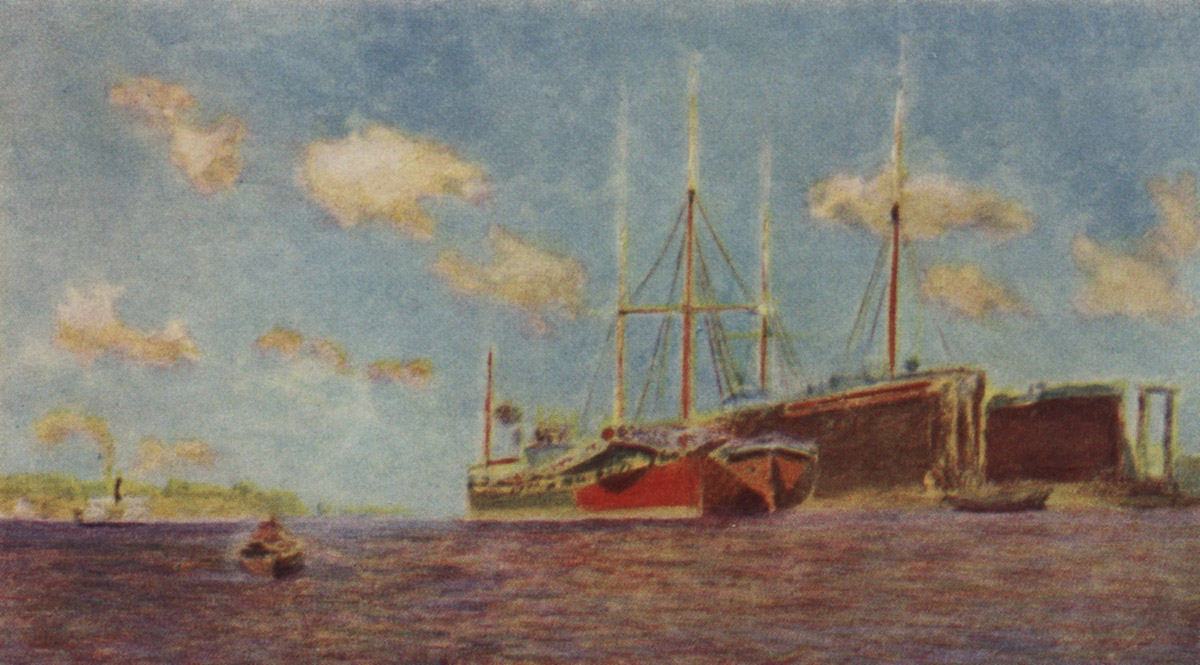
《伏尔加河上的清风》草稿（9 × 16厘米，1890年）

列维坦在1890年夏秋两季沿伏尔加河游历，造访了普廖斯、尤里耶韦茨、基涅什马等地。索菲娅·库夫申尼科娃陪同，此人同样是风景画家，也是列维坦的友人。据信《伏尔加河上的清风》创作的想法在1890年列维坦往普廖斯游览时出现，不过按一些资料显示，也有可能是在从普廖斯到雷宾斯克的旅途中激起的。
列维坦开始创作这幅画是在1891年，证据在于画家签名处被擦去一半的初始日期「91」，这个日期后来换成了「95」，也就是画作完成的年份。画作中也有对原本画面一再的改动，这是列维坦数年工夫的体现。

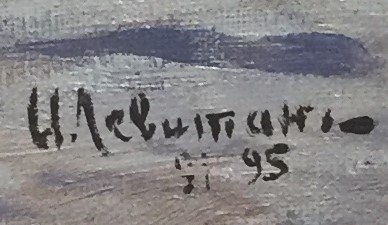
列维坦在《伏尔加河上的清风》上的签名，日期「91」擦去一半，由「95」替代

《伏尔加河上的清风》于1896年2月11日展出，是在圣彼得堡举办的巡回展览画派第24次展览会上，当时标题作《伏尔加河，风天》（«Волга, ветрено»），一同展出的还有列维坦另外九幅作品，包括《三月》《金色的秋天》等等。同年《伏尔加河上的清风》转送到莫斯科，参加展会的第二部分。一些文献认为这幅画在莫斯科的展会上并没有展出，另一些则认为有展出，而且认为收藏家米哈伊尔·莫罗佐夫正是在这里发现画作、买下了它。在1896年下诺夫哥罗德举办的全俄罗斯工业和艺术博览会上，这幅画也有出展。
莫罗佐夫于1903年去世。按照他的遗愿，七年之后遗孀玛格丽塔·莫罗佐娃将部分藏品转交到特列季亚科夫画廊，其中就包括《伏尔加河上的清风》。

## 画面
画作描绘出一派伏尔加河景象，天气晴朗、清风晓畅。河上蓝天淡云飘过，白鸥低低，水面飞舞。前景右侧，有自行驳船桅杆高耸，拖船牵引，前导而行。驳船中，其一则升大白帆，风中簌簌。一驳船挂俄罗斯旗，一驳船则波斯旗。按艺术评论家索菲娅·普罗罗科娃，两旗象征着伏尔加河，其汇入里海，俄罗斯与东方世界由此联通。又有载客汽船，船身白色，航向驳船。拖船汽船皆有烟囱，烟气飘扬，说明两船正彼此鸣笛、互致好意。前景中还有小舟一叶，驾舟一人，远远背景中，城市依稀可见。
画作用色亮而鲜明，并用功厚涂颜料。几艘驳船使用各异的棕色，浓淡不一，自偏绿至亮红。描绘河水时，颜色对比浓烈，波浪投下暗影点点，驳船与船帆等等倒映河面，泛出藕合色。在水面衬托之下，白色的汽船和泛黄的小舟、舟上着粉红衬衣的驾舟人显得突出起来。河滩的色调有绿色、有沙土色，空中云朵其色泽则有泛粉的紫色。按艺术史学家阿列克谢·费奥多罗夫-达维多夫，《伏尔加河上的清风》有着「如同《金色的秋天》一样鲜艳而明白的缤纷，一样的色彩鲜明，一样的精妙雕琢，一样还有清楚地涂下各种颜色；也一样在冷暖色调的组合对比上搭建色彩结构」。
- 《伏尔加河上的清风》细部

## 草稿
1890年，列维坦在木板上为《伏尔加河上的清风》创作了一幅小型的油画试作。草稿大略绘出了画作主要的轮廓。按费奥多罗夫-达维多夫，在最终的版本中，列维坦「只是将作品调整得更有序一些，再加了些细节」。草稿用的木板是桃花心木，木色「穿过笔划涂抹的液体颜料显露出来，为整个色彩的变化幅度定下了基调」。
列维坦有画册藏于特列季亚科夫画廊，其中就收有这幅画的一些铅笔草稿，时间从1890年到1895年。这幅画册所包含的草稿是用石墨铅笔在纸上绘制，其中有草稿《伏尔加河上的清风》（9 × 15厘米）及《驳船艉部》（9 × 15厘米）《桅杆》（15 × 9厘米）《驳船》（9 × 15厘米）《汽船》（15 × 9厘米）《桅杆上部·一艘驳船细部》（15 × 9厘米）《带桅杆和拖船的驳船》（9 × 15厘米）等等。按费奥多罗夫-达维多夫，驳船及其细节的草稿颇有意思，因为这体现了列维坦在研究大自然、力求精确再现描绘的事物上做得是何等细谨。
- 《伏尔加河上的清风》草稿
- 总体草稿
- 桅杆
- 驳船
- 汽船
- 驳船艉部
- 桅杆上部
- 带桅杆和拖船的驳船

## 评价

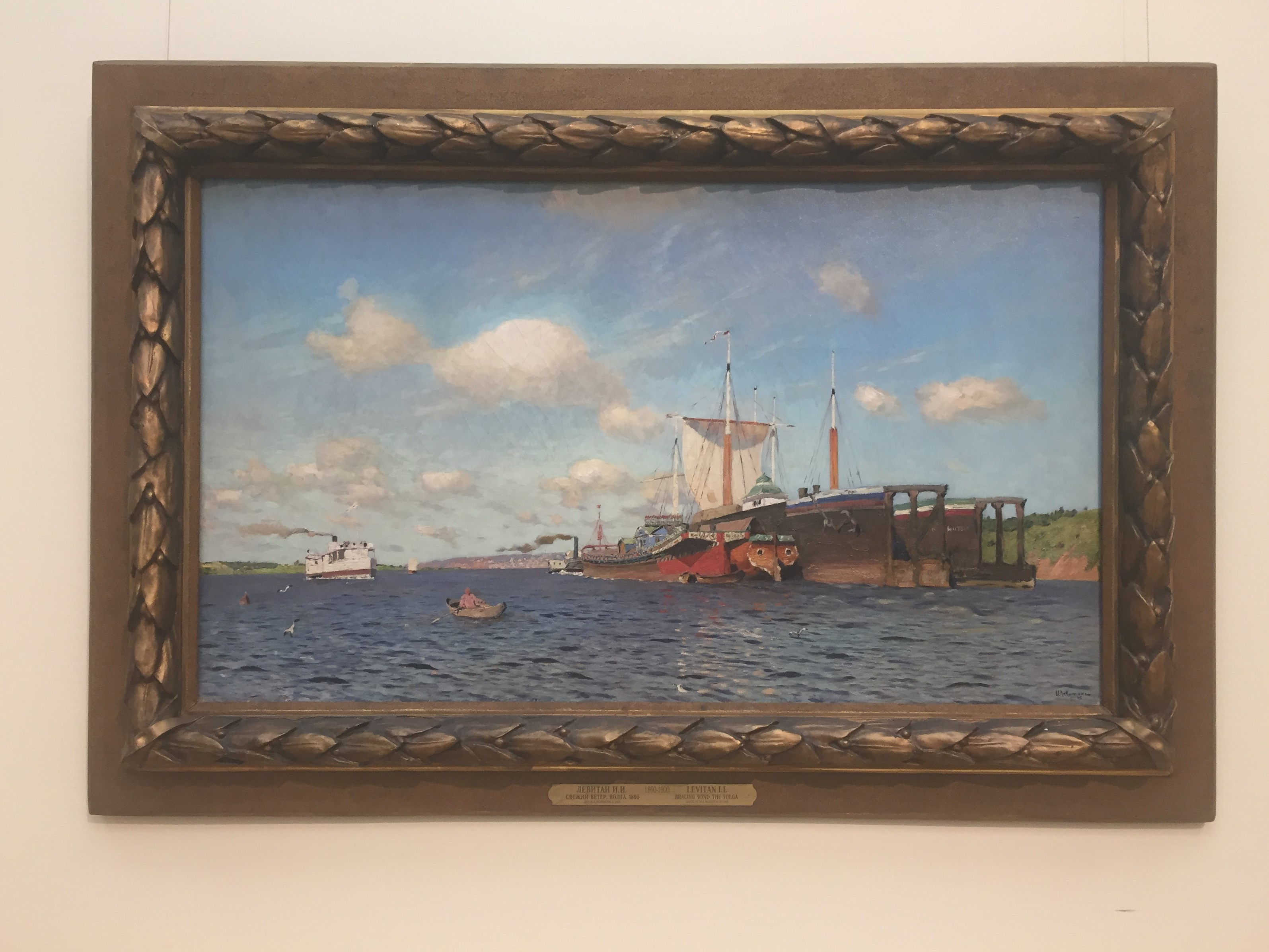
《伏尔加河上的清风》，展出于国立特列季亚科夫画廊列维坦大厅

列维坦游历伏尔加河期间携带的草稿和绘画使艺术家米哈伊尔·涅斯捷罗夫大感震撼，因为这些画中有着「崭新的技巧、卓越的技法」。按涅斯捷罗夫，列维坦这幅「前景有着优雅的驳船」的《伏尔加河上的清风》不容易画，但费了许多努力最终还是告成了。将《伏尔加河上的清风》和其他画作比较时，涅斯捷罗夫还提到「也许除了伊利亚·列宾的《伏尔加河上的纤夫》，没有哪幅画这样生动而精准地描绘出了伏尔加河」。
艺术史学家弗拉基米尔·普雷特科夫（Владимир Прытков）在纪念列维坦百年诞辰画集的引言文章中写道，在《伏尔加河上的清风》中，画家以最大的力量，明白地从新体现出了俄罗斯的大自然。普雷特科夫提到，这幅作品「全受伏尔加河清爽的风吹拂着，这风拨开了天上的云朵，扬起了河上的腾波，推动了驳船的风帆」。按普雷特科夫，作品的动态、「不仅从画面深处，也在观者身上」展开的运动、驳船多彩而欢腾鲜明的涂色、雪白闪光的汽船、洁白的鸥鸟都「创造出一幅俄罗斯大河的图景，是坚决肯定生命、富有民族特色的，人的活动又为其增添了活力」。

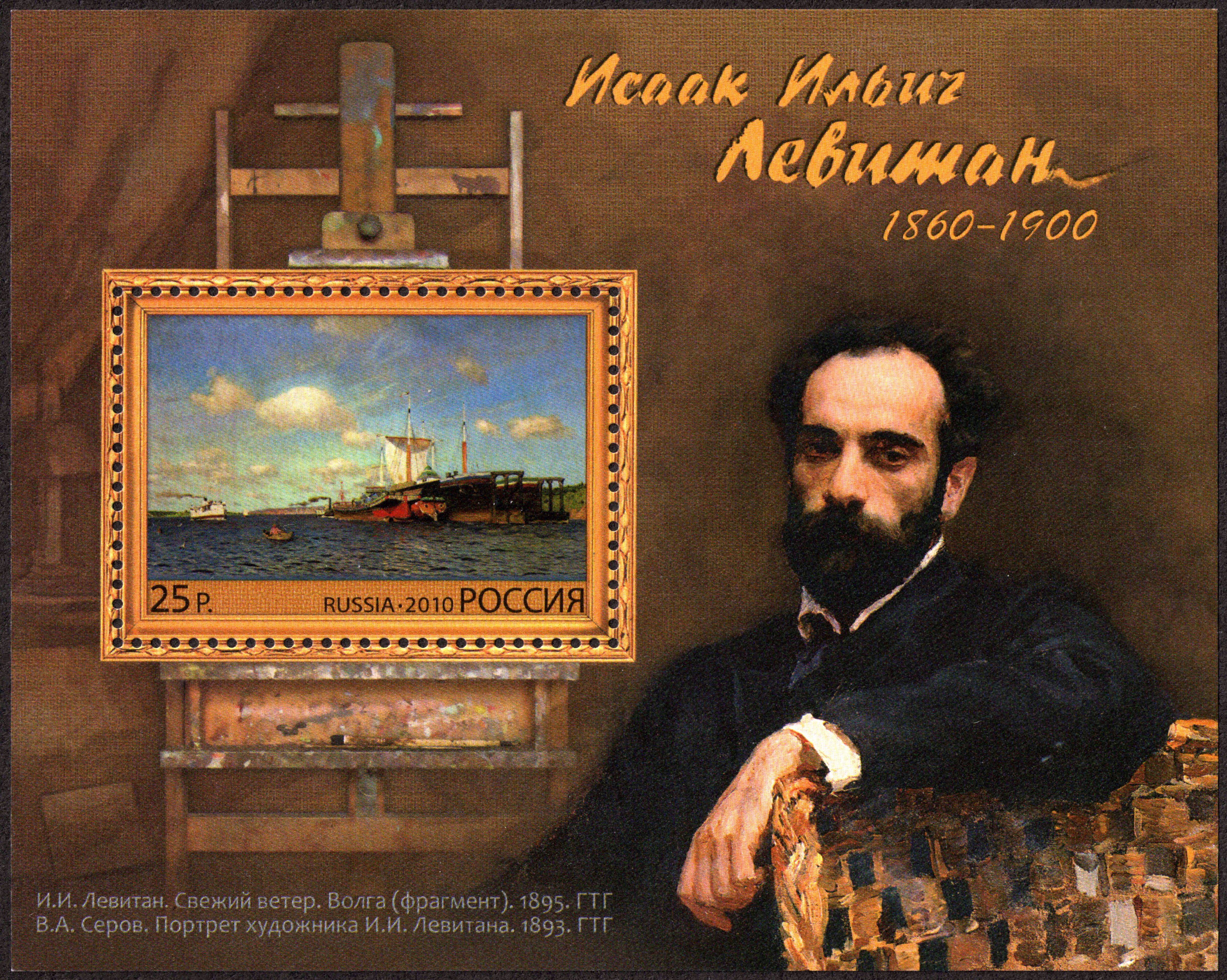
纪念列维坦诞辰150周年小型张，其中展示有画作《伏尔加河上的清风》

阿列克谢·费奥多罗夫-达维多夫则在1966年一部研究列维坦作品的专著中提到《伏尔加河上的清风》是「长时间孕育成果的范例」；与相对不用太久绘成的《三月》不同，画家为《伏尔加河上的清风》在画室里花费了几年工作。费奥多罗夫-达维多夫注意到这幅作品传达出「喜洋洋的生活景象」，在其中「一切都充满着生意」。按他所言，画家描绘自然不止在于同人类生活的关系，也在于其现代化的盎然生气，这一事实就使得这幅油画能称作是「列维坦时代的工业风景画」。
按艺术评论家法伊娜·马利采娃（Фаина Мальцева），列维坦为《伏尔加河上的清风》选择了「这样一个主题，在其中伏尔加河风光的大美在它那闪着光的壮丽景象中全展现出来了」。马利采娃相信这幅画作归于画家后一段时间的作品，而不算在1890年至1891年间巡回展览画派所展出一系列伏尔加河的风景画之内。

### 文内引注
1. ↑  Bartlett 2021，第40頁.
2. ↑  University of Washington 1986，第52頁.
3. ↑  Чижмак 2010，第63–65頁.
4. ↑  Levitan 1956，第29頁.
5. ↑  Varshavsky 1966，第292頁.
6. ↑  Varshavsky 1966，第292－293頁.
7. ↑  Fedorov-Davydov 2019.

《伏尔加河上的清风》细部
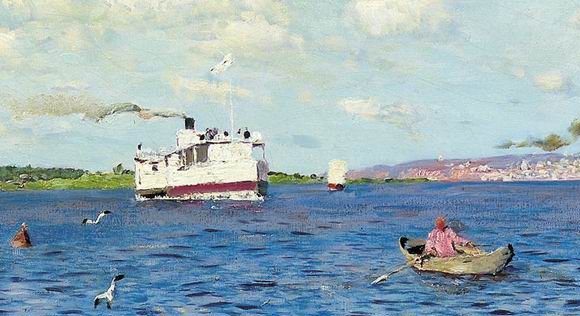
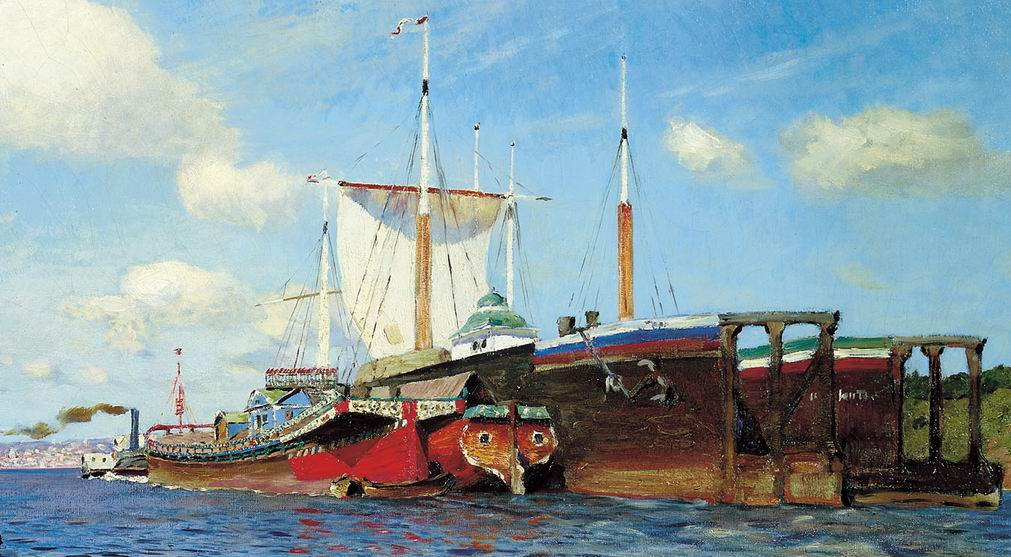

《伏尔加河上的清风》草稿
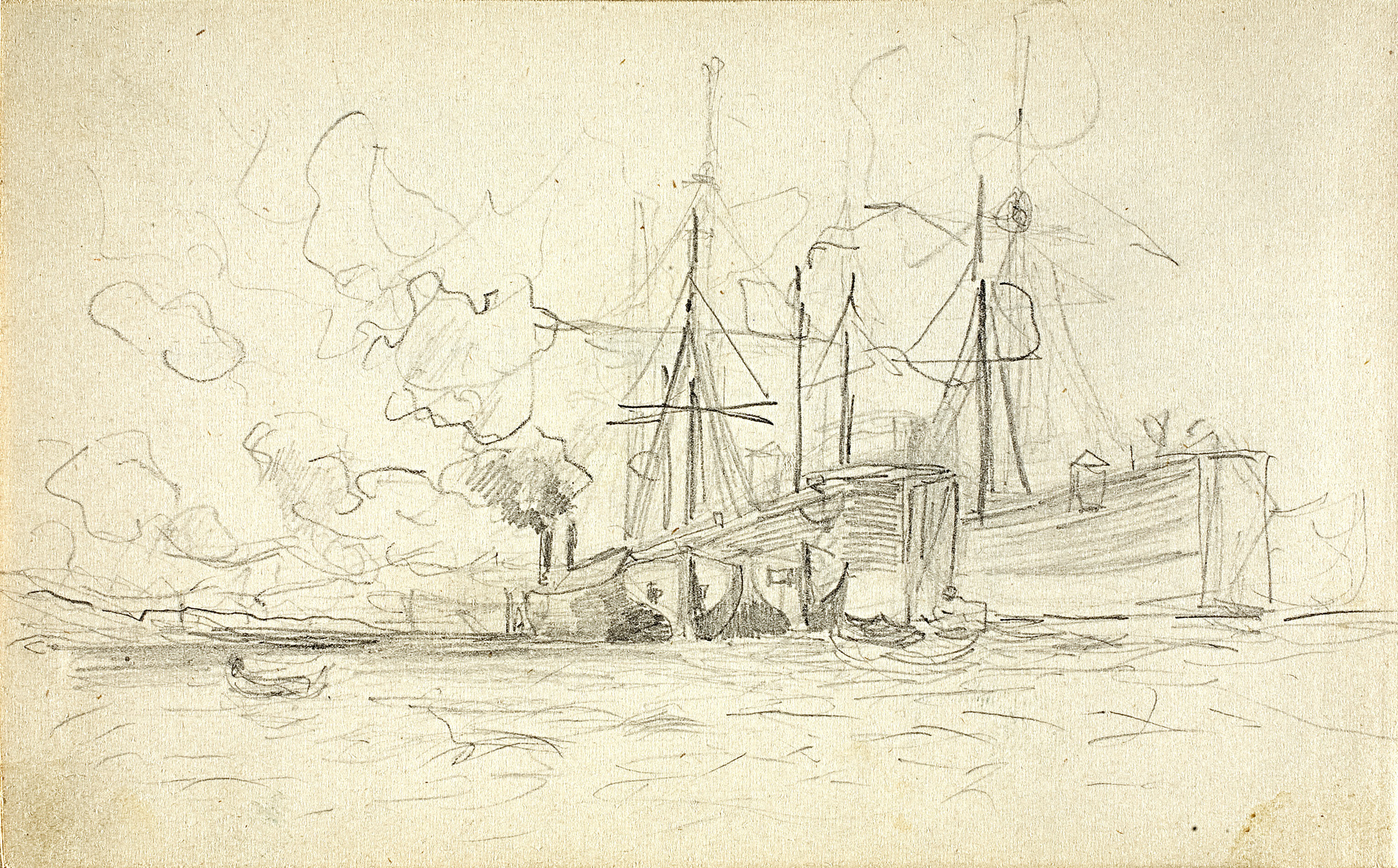
总体草稿
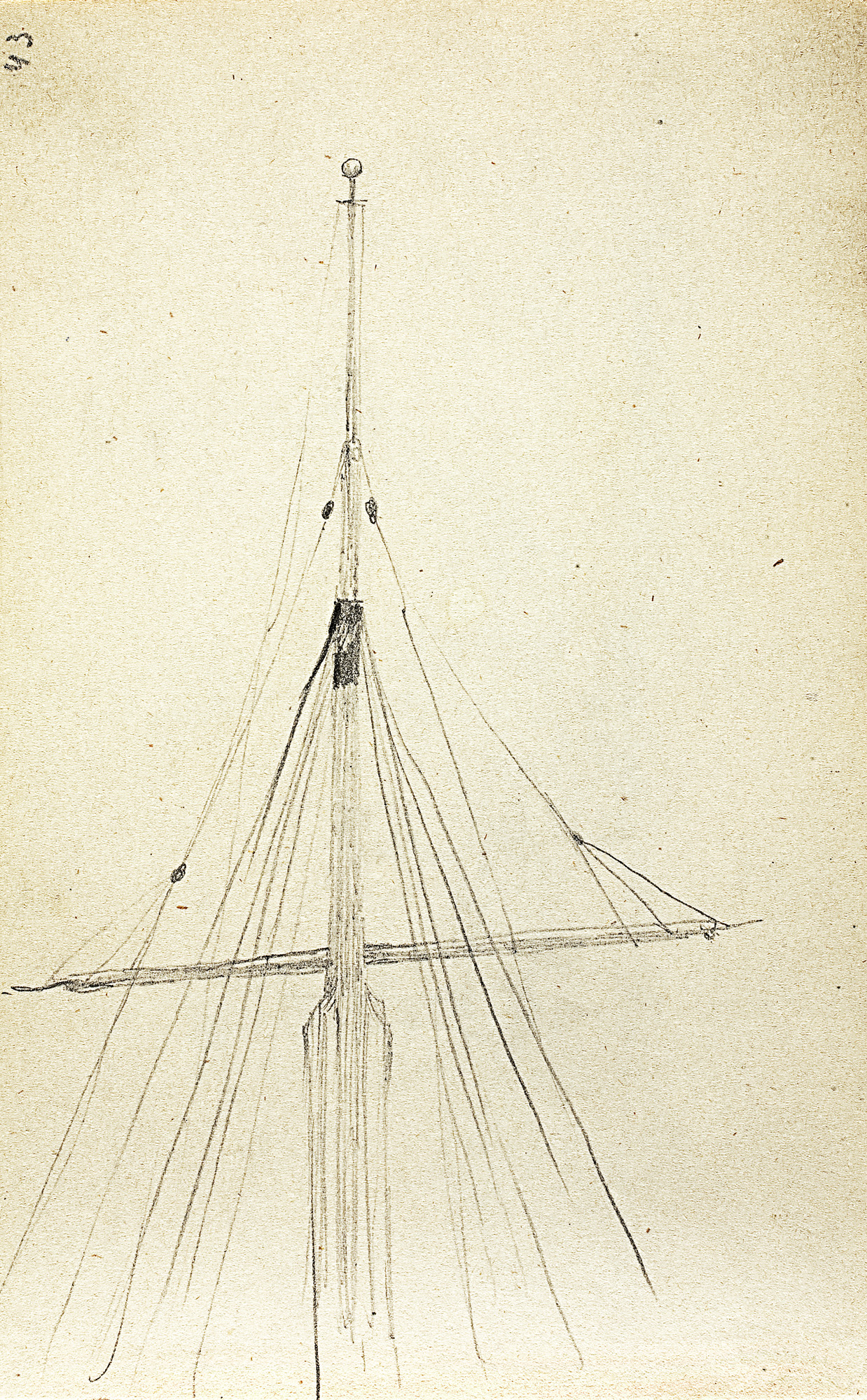
桅杆
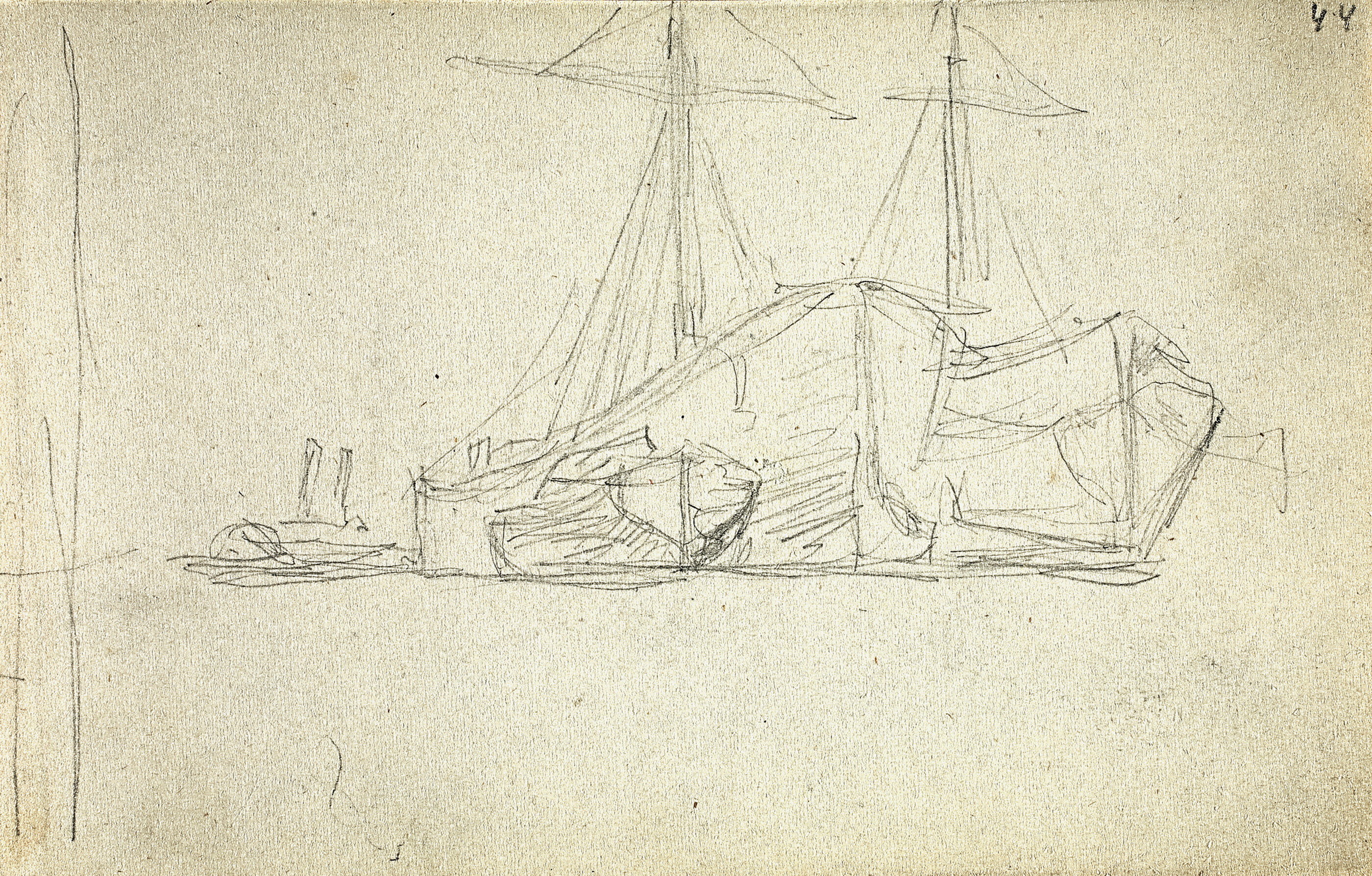
驳船
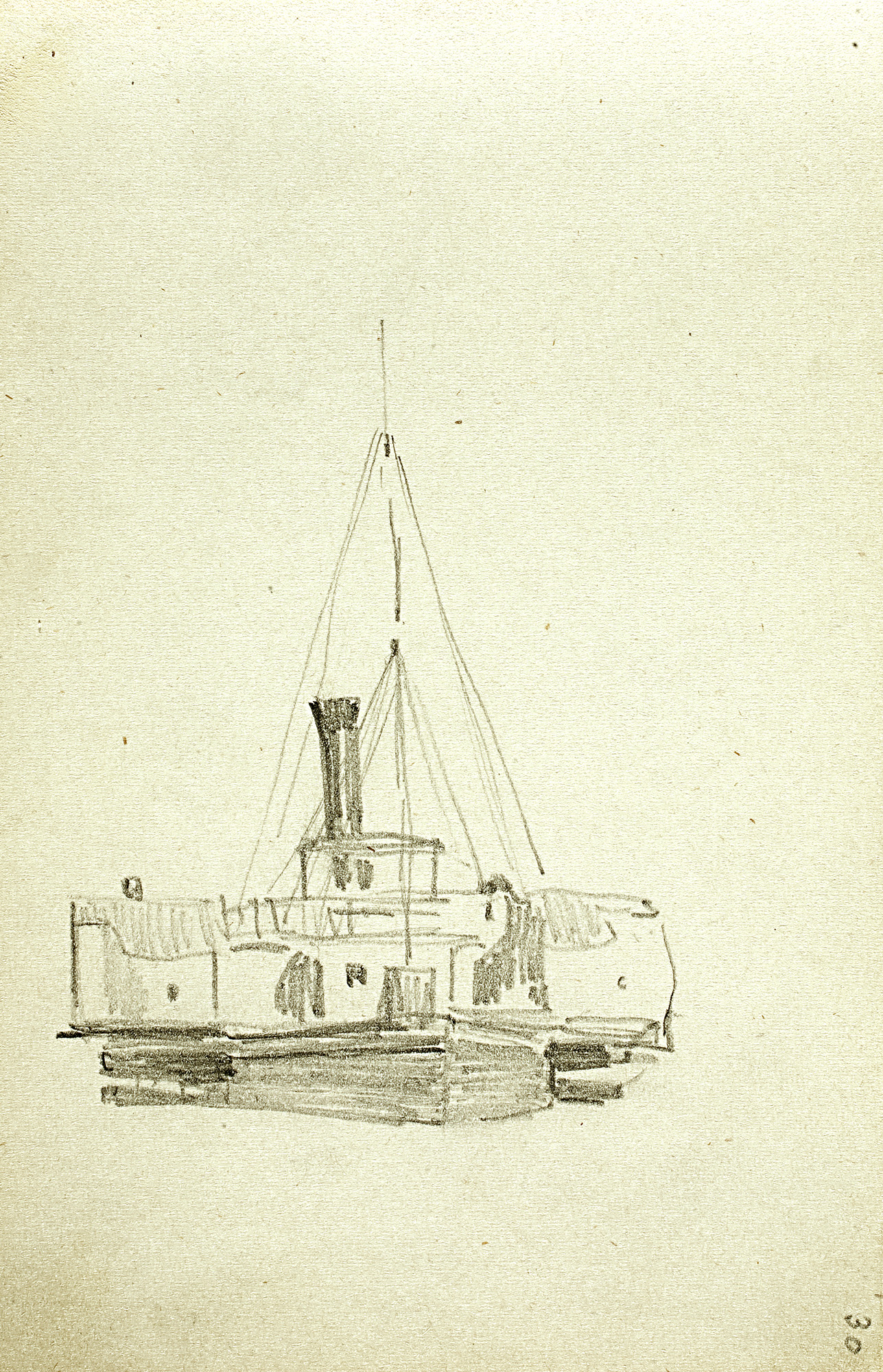
汽船
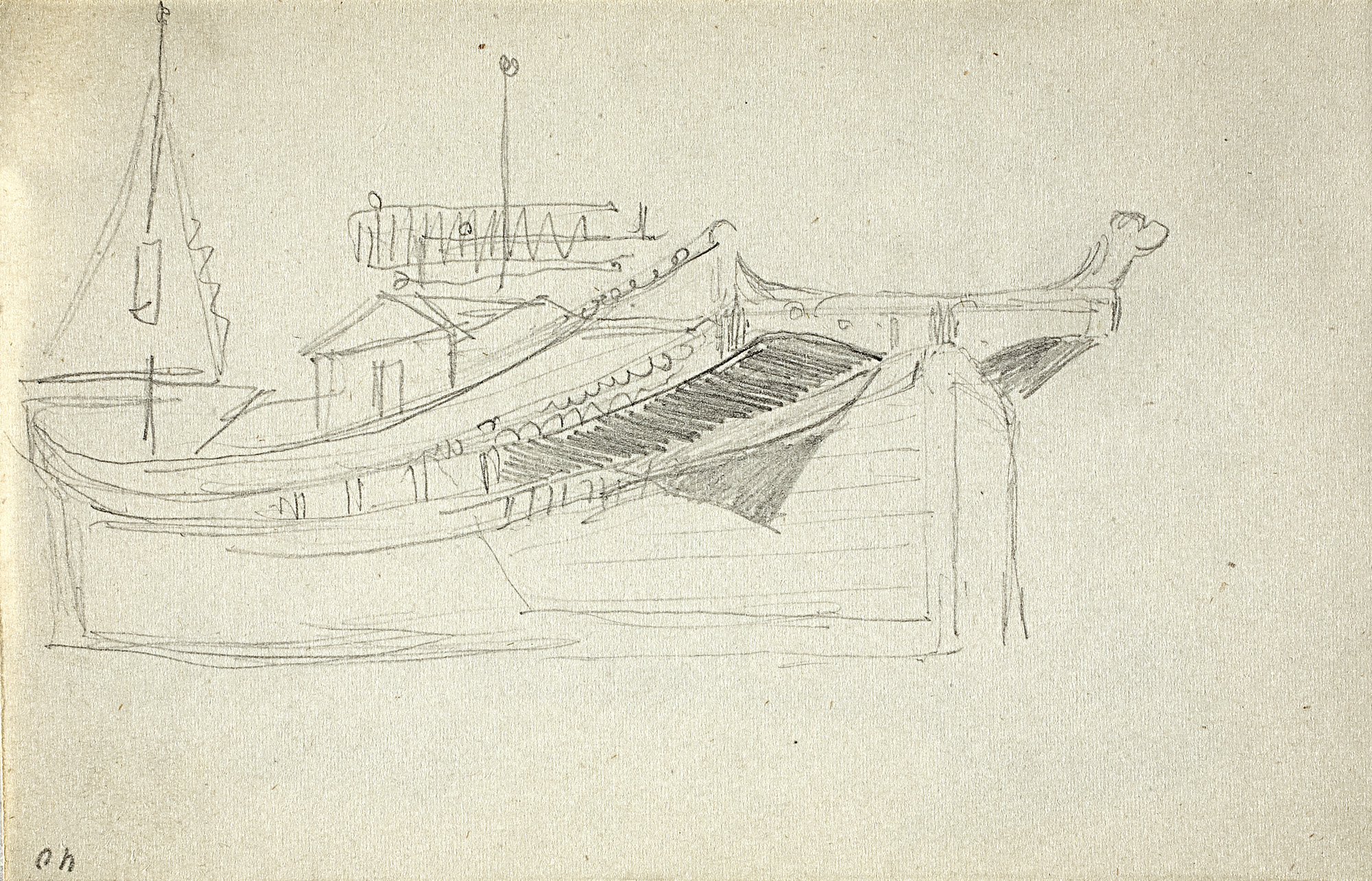
驳船艉部
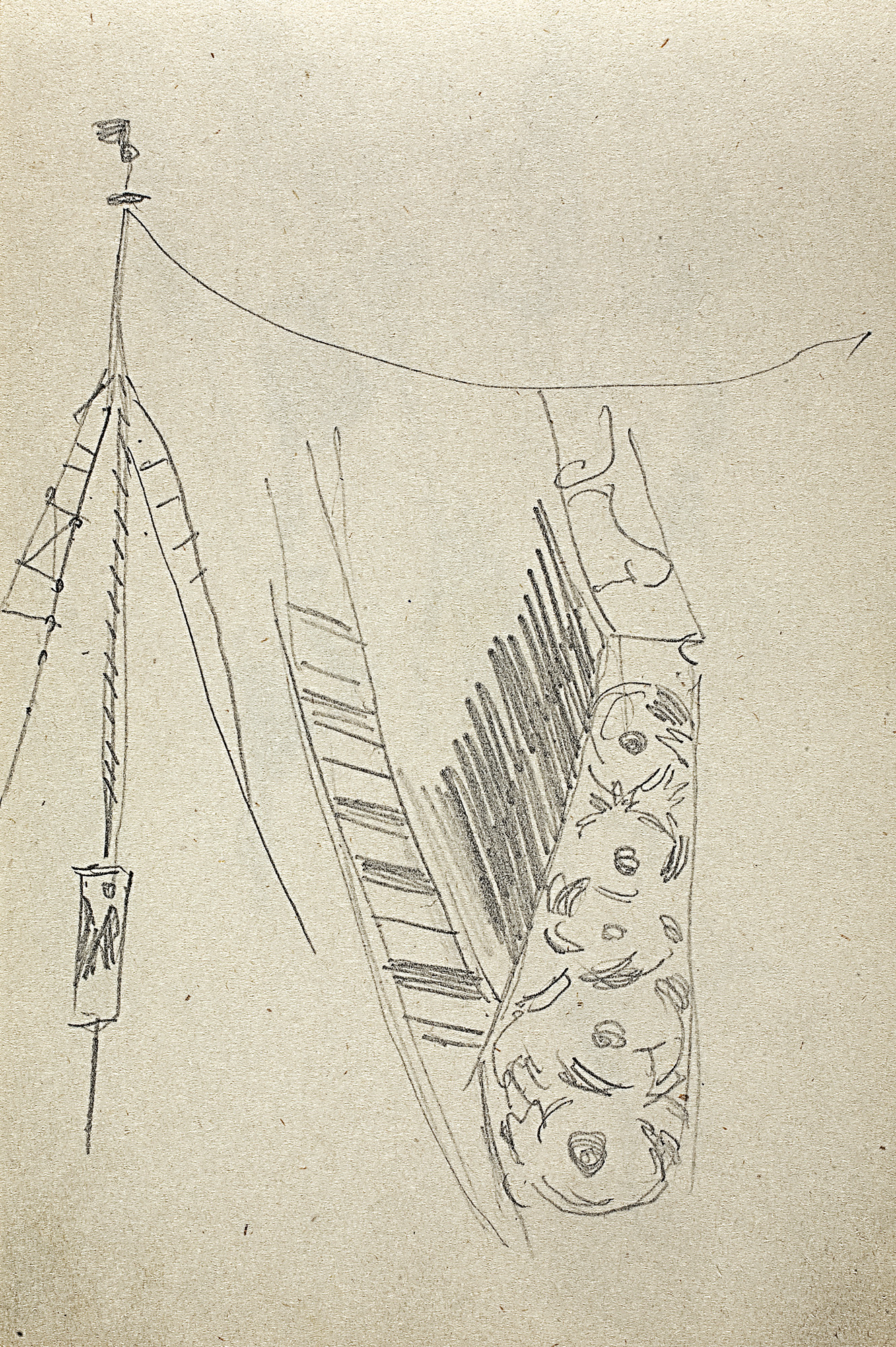
桅杆上部
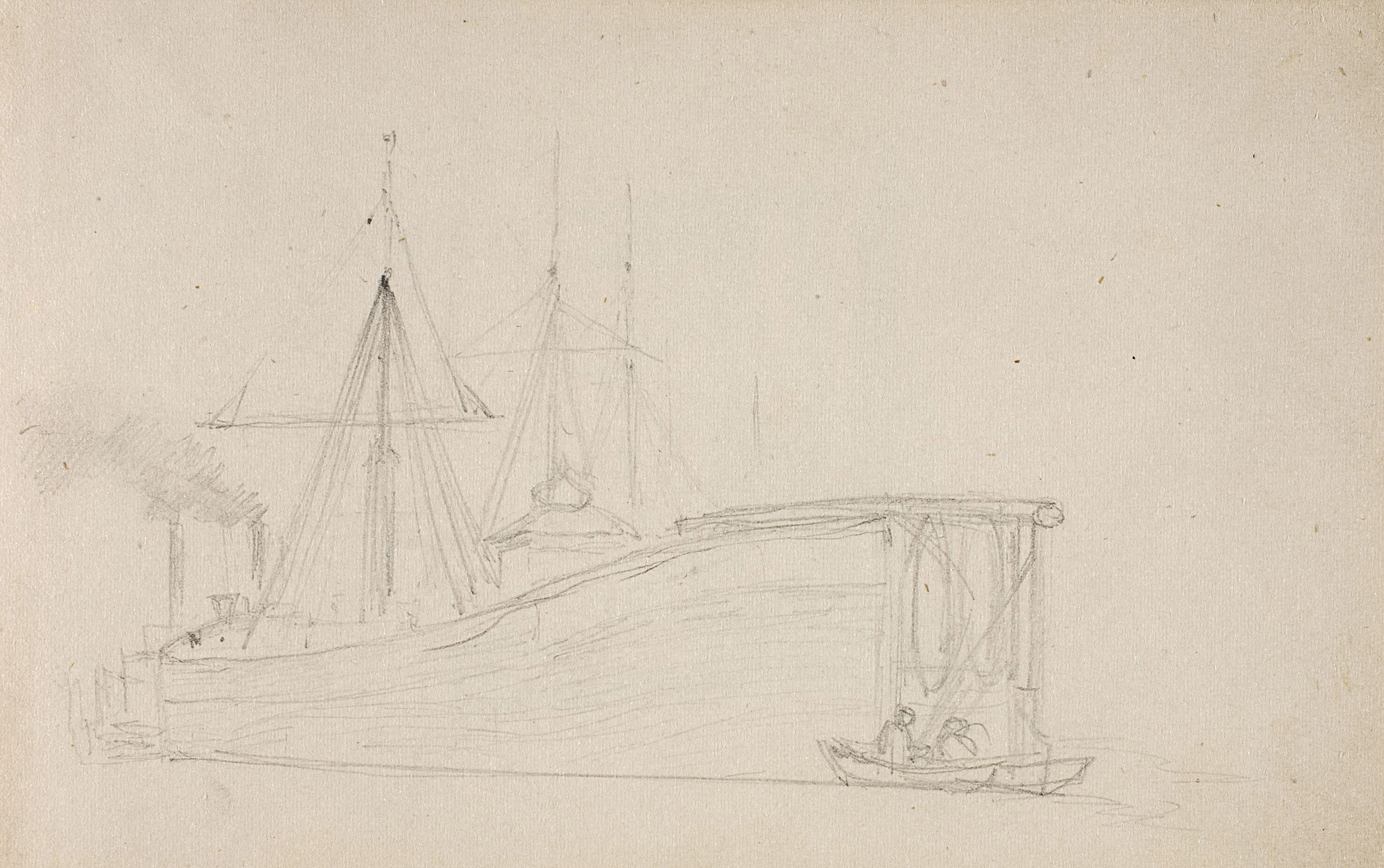
带桅杆和拖船的驳船

8. ↑  Levitan 1966，第43頁.
9. ↑  Чижмак 2010，第65頁.
10. 1 2 3 4 5 6 7 8  Fedorov-Davydov 1966，第214頁.
11. ↑  Петров 2000，第36頁.
12. 1 2 3 4 5  Мальцева 2002，第33頁.
13. 1 2  Брук & Иовлева 2001，第362－363頁.
14. 1 2 3  Levitan 1966，第53頁.
15. ↑  Пророкова 1960，第168－169頁.
16. 1 2  Брук & Иовлева 2001，第362頁.
17. ↑  Levitan 1966，第54頁.
18. ↑  Karpova 2013，第7頁.
19. 1 2  Varshavsky 1966，第290－291頁.
20. ↑  Пророкова 1960，第168頁.
21. 1 2  Fedorov-Davydov 1966，第216頁.
22. ↑  Levitan 1956，第124頁.
23. ↑  Nesterov 1959，第120頁.
24. ↑  Прытков 1960，第9頁.
25. ↑  Прытков 1960，第9－10頁.
26. ↑  Мальцева 2002，第24頁.